# 사평초등학교
사평초등학교는 대한민국 전라남도 화순군 사평면 사평리에 있는 공립 초등학교이다.

## 학교 연혁
- 1926년 4월 10일 외남공립보통학교(4년제) 개교
- 1934년 4월 1일 6년제 승격 인가
- 1938년 4월 1일 사평공립심상소학교 개칭[1]
- 1941년 4월 1일 사평공립국민학교 개칭[2]
- 1949년 9월 1일 사평국민학교 개칭
- 1981년 3월 5일 병설유치원 개원
- 1989년 3월 1일 다산분교장 통합
- 1989년 3월 1일 남계분교장[3] 편입
- 1989년 3월 10일 통학버스 운행
- 1992년 3월 1일 남계분교장 통합
- 1996년 3월 1일 반곡분교장[4] 편입
- 1996년 3월 1일 사평초등학교 개칭[5]
- 1997년 5월 12일 다목적 강당 준공
- 2008년 3월 1일 반곡분교장 통합
- 2010년 11월 10일 인조잔디운동장 조성
- 2011년 7월 15일 네이버학교마을도서관 개관
- 2012년 3월 16일 영어체험실 구축
- 2019년 9월 1일 제31대 유현옥 교장 부임
- 2020년 2월 11일 사평초등학교 제91회 졸업(졸업생 총 7,598명)
- 2021년 2월 9일 사평초등학교 제92회 졸업(졸업생 총 7,603명)

## 학교 상징
- 교화 - 철쭉 : 귀한 품성과 화사함
- 교목 - 향나무 : 씩씩한 기상과 곧은 마음
- 교색 - 녹색 : 희망과 젊음

## 참고 자료
- 사평초등학교 - 한국교육학술정보원 학교알리미